# 웨스트컨트리

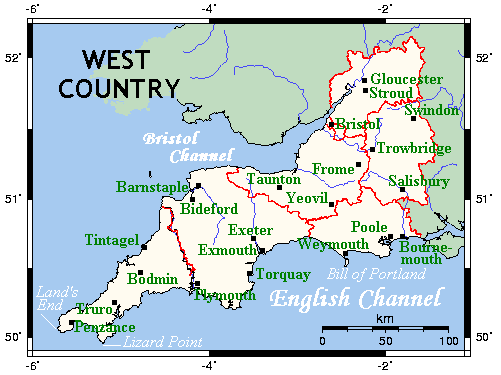
웨스트컨트리

웨스트컨트리(West Country)는 잉글랜드의 남서부 지역이다. 현재의 콘월주, 데번주, 도싯주, 서머싯주, 브리스틀, 글로스터셔주, 윌트셔주에 위치한다. 경우에 따라서는 실리 제도를 넣기도 한다.

## 같이 보기
- 웨식스 왕국